# Lodi (Michigan)
Lodi è una cittadina degli Stati Uniti d'America situata nella contea di Washtenaw, in Michigan. È situata vicino alla città di Ann Arbor.